# Hinterlangegg
Hinterlangegg ist ein Gemeindeteil von Bernbeuren im oberbayerischen Landkreis Weilheim-Schongau.
Der Weiler liegt circa drei Kilometer südlich von Bernbeuren und ist über die Kreisstraße WM 20 zu erreichen.

## Baudenkmäler

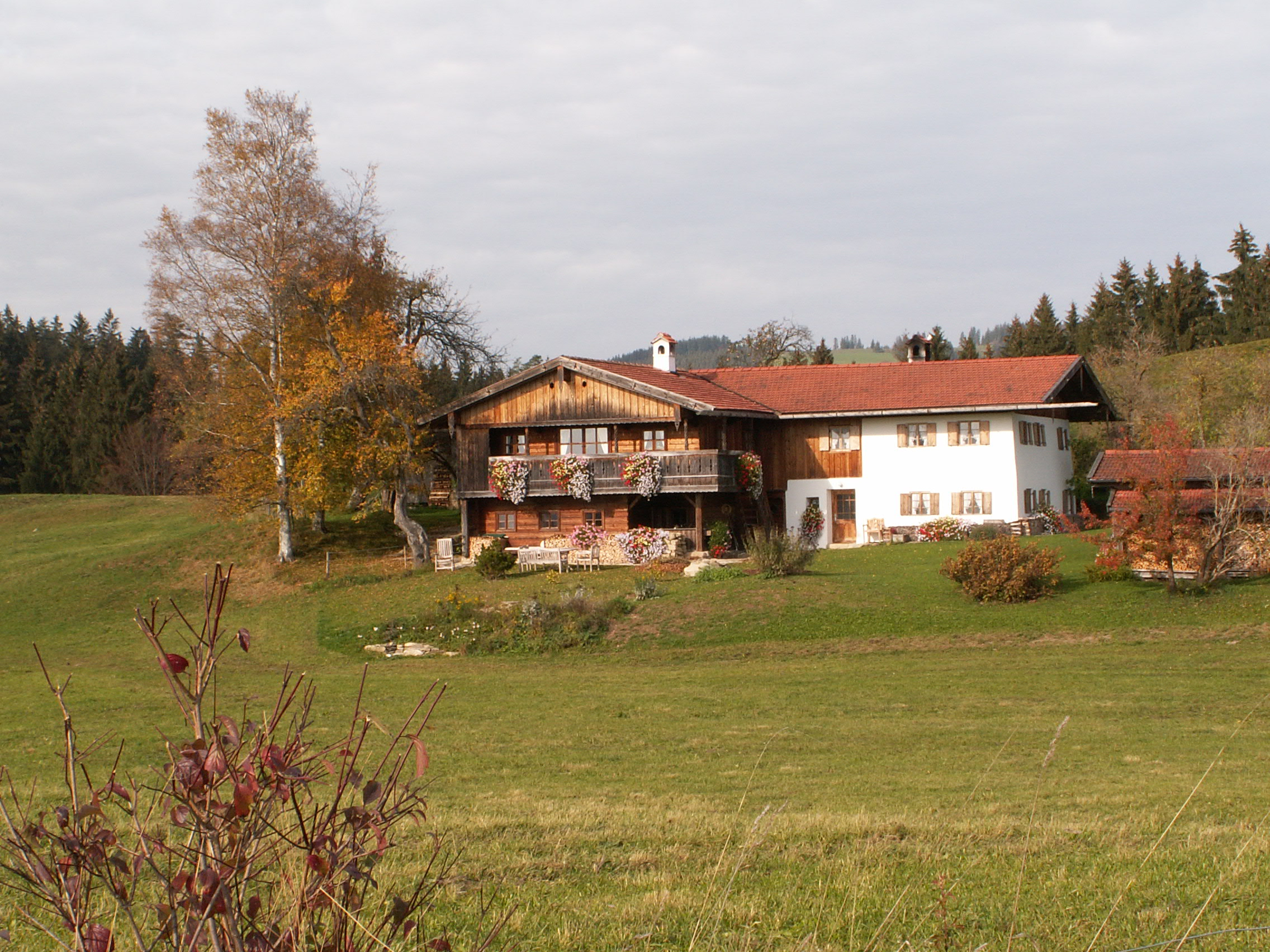
Haus Nr. 1 in Hinterlangegg

Siehe: Liste der Baudenkmäler in Bernbeuren#Andere Ortsteile
- Haus Nr. 1, Bauernhaus, zweite Hälfte des 18. Jahrhunderts